# Tom Dey
Thomas Ridgeway Dey (født 1965 i New England) er en amerikansk filminstruktør og musikvideoinstruktør, der nok er mest kendt for, at have instrueret den populære action western komedie Shanghai Noon

## Tidligere liv
Som dreng gik Dey på Choate Rosemary Hall. Efter Dey havde bestået fra Brown University i 1987, valgte han at studere videre i Paris på Centre des Etudes Critiques. Tre år efter i 1990, flyttede han til Los Angeles og startede på AFI (American Film Institute) og blev forfatter på American Cinematographer magazine. Han bestod fra AFI i 1993, og begyndte at lave tv-reklamer for Ridley Scott Associates som sin debut. 

## Karriere
Efter at have instrueret et par independent musikvideoer og et afsnit af tv-serien The Hunger, spillefilmsdebuterede Dey med den succesfulde Shanghai Noon i 2000, der havde Jackie Chan og Owen Wilson i hovedrollerne. Sammen med den instruerede han også en musikvideo til filmen, ved navn Yeah, Yeah, Yeah af Uncle Kracker, der også havde Chan og Wilson i hovedrollerne.
Dette førte til andre populære Hollywood film som Showtime, og Failure to Launch. 